# Rosa 'Romanze'
Rosa 'Romanze' — сорт роз класса Шрабы.

## Биологическое описание
Высота куста 120—250 см. 
Листья тёмно-зелёные.
Цветки розовые, со слабым ароматом, диаметром 5—6 см, в кистях от 1 до 15 штук.
Цветение непрерывное.

## В культуре
Зоны морозостойкости (USDA-зоны): от 6b (−17.8 °C… −20.6 °C) до более тёплых.
Устойчивость к мучнистой росе, чёрной пятнистости и дождю высокая.